# Ливанский район
Ли́ванский район (латыш. Līvānu rajons) — бывший административный район Латвийской ССР.

## История
Ливанский район был образован Указом Президиума Верховного Совета Латвийской ССР от 31 декабря 1949 года.
Район состоял из города Ливаны, Ерсикского, Курсишского, Ливанского, Петерниекского, Раниешского, Рожкалнского, Рожупского, Рудзетского, Старского и Туркского сельских советов. Районным центром был город Ливаны.
11 ноября 1959 года Ливанский район был ликвидирован, территория района была включена в Прейльский и Крустпилсский районы.
Расстояние от Риги по железной дороге составляло 157 км. Ближайшей железнодорожной станцией была Ливаны, находившаяся на территории районного центра.